# Utricularia kumaonensis
Utricularia kumaonensis är en tätörtsväxtart som beskrevs av Oliver. Utricularia kumaonensis ingår i släktet bläddror, och familjen tätörtsväxter. Inga underarter finns listade i Catalogue of Life.